# 海洋美女杆菌属
海洋美女杆菌属（学名：Oceanipulchritudo）是紫红球菌科下的一个属。

## 下属物种
本属包括以下物种：
- 类球海洋美女杆菌 Oceanipulchritudo coccoides